# Äbeflue
Die Äbeflüe (auch Ebenfluh) ist ein am höchsten Punkt 2490 m ü. M. hoher Bergrücken im Kanton Bern in der Schweiz.
Sie liegt an der Nordwestflanke des Gärstenhorns (2798 m ü. M.), eines Gipfels am Schwarzhorn (2927 m ü. M.), der nach Norden in einer steilen, In Äbewengen genannten Felswand abfällt. Sie befindet sich oberhalb der Axalp bei Brienz in den Berner Voralpen. Bekannt ist die Äbeflüe insbesondere als Teil des Schiessplatzes Axalp-Ebenfluh.